# Dolmen von Bois Neuf III
Der Dolmen von Bois Neuf III (Bois Neuf C genannt) liegt westlich des Weilers Le Bois Neuf in Marsac bei Guéret im Département Creuse in Frankreich. Dolmen ist in Frankreich der Oberbegriff für neolithische Megalithanlagen aller Art (siehe: Französische Nomenklatur).
Er wurde 1997 ausgegraben und restauriert. Erhalten waren sieben von zehn Tragsteinen, die 2,9 × 2,0 m messende Deckenplatte, sowie Reste des Cairns. Er darf nicht mit anderen Dolmen im Umkreis (wie dem Dolmen von Quatre Routes und Dolmen von Bois Neuf 1 und 2) verwechselt werden. Der Dolmen stammt aus dem mittleren Neolithikum (3500 bis 2500 v. Chr.) Zu dieser Zeit war das Limousin von der Ausbreitung der Chassey-Kultur betroffen. Sie zeigt durch den Bau von Befestigungen und Megalithmonumenten erste Spuren einer sozialen Hierarchie. Das Monument ist das einzige Überlebende einer Gruppe von fünf.
Zu den Funden gehören Keramikscherben der Bronzezeit, ein Messer, eine geschliffene Axt aus schwarzem Feuerstein, ein endneolithischer Dolch und Pfeilspitzen aus Feuerstein, Schleifsteinfragmente, ein Hämatitkiesel (Eisenerz) und Anhänger aus Quarz und Turmalin. 
In der Nähe wurden Gruben ergraben, deren Inventar wie folgt ist:
- Grube 1: eine geschliffene Axt von 168 mm × 67 mm × 33 mm aus lokalem Feuerstein und Abschläge, Fragmente von grober roter Keramik. Holzkohle datiert auf 2615 bis 2462 v. Chr.
- Grube 2: Fragment einer geschliffene n Axt aus Grünstein
- Grube 3: chalkolithische (2500 bis 1800 v. Chr.) Scherben, Holzkohle (Datierung identisch mit der von Grube Nr. 1)

Die drei anderen Gruben scheinen Pfosten enthalten zu haben.